# Золомір

Золомі́р (англ. ashmeter, нім. Aschegehaltsmesser m, Aschebestimmer m) — прилад для автоматичного виміру зольності вугілля за його електромагнітними властивостями. Застосовуються золоміри з використанням йонізуючого випромінювання (гамма-, бета-випромінювання) та рентгенівських променів. Вимірювання зольності за допомогою золомірів можливе як стаціонарне (з використанням заздалегідь відібраних проб), так і безпосередньо в технологічному потоці. На вітчизняних збагачувальних фабриках у кінці ХХ ст. тривалий час використовувалися золоміри типу ЗАР і РАМ.
Серед сучасних зразків розрізняють:
- Двопроменеві гамма-золоміри з двома радіоізотопними джерелами. Виробники і розповсюджувачі: фірми Mineral Control Instrumentation (MCI, Австралія) і деякі фірми Німеччини (Berthold Technologies і ін.) І Польщі (Emag і ін.). Двопроменеві гамма-золоміри — золоміри COALSCAN-3500 (Австралія), IT-2000 — на основі датчиків Berthold (Німеччина), ALFA-05 / 2E (Польща). Золоміри використовується без модуля вимірювання вологості, яким такі прилади часто комплектуються, тобто здійснюється контроль лише одного параметра — зольності.
- Золоміри, засновані на використанні розсіяного назад гамма-випромінювання одного радіоізотопного джерела. Ці прилади пропонують Польща (Emag) і Росія (ФГУП Іотт, ФГУП Інститут фізико-технічних проблем) — це золоміри типу ALFA-05 / T (Польща), РКТП-6 (Росія).
- Золоміри, що використовують природну радіоактивність зольних мінералів (гірської породи). Продукуються і продаються рядом фірм Англії (TSRE British Coal), Австралії (MCI), Польщі (Emag), України (ФМ-Сертифікат). Це золоміри NGCQM (Англія), COALSCAN — 1500 (Австралія), RODOS (Польща), СТКЗ-1К (Україна)

В Україні для контролю на конвеєрному транспорті збагачувальних фабрик зольності концентрату (при Аd = 10 %) станом на 2015-й рік застосовуються, як правило, тільки радіоізотопні золоміри. Для контролю рядового вугілля поряд з радіоізотопними золомірами можуть бути використані золоміри природної радіоактивності, а вибір між ними повинен здійснюватися на користь золомірів з оптимальним співвідношенням вартості і споживчих властивостей приладу. До основних споживчих властивостей золомірів відносять: «коридор невизначеності» результатів вимірювань з урахуванням функціонального призначення приладу поряд з його конкретними технологічними характеристиками.